# شهروند مجهول
«شهروند مجهول» (انگلیسی: Citizen X) فیلمی در ژانر مستند درام است.

## موضوع فیلم
قاتلی سریالی در شوروی تعدادی نوجوان را به قتل می‌رساند. پلیس در پی کشف راز این پرونده دست به کار شده؛ دولت مردان کمونیستی موانعی در پیگیری آن ایجاد می‌نمایند. در نهایت قاتل که کمونیستی خوش نام است؛ دستگیر شده اما با مداخله این عوامل آزاد می‌گردد.

## بازیگران
- استیون ری
- دونالد ساترلند
- مکس فون سیدو
- جفری دی‌مان
- جاس آکلند
- ایملدا استنتون
- یون کارامیترو